# 索尼Sonnar T* FE 1,8/55 ZA
索尼 Sonnar T* FE 1,8/55 ZA是一枚定焦镜头，由索尼与蔡司公司联合开发，由索尼公司于2013年发布。
该镜头商品编号SEL55F18Z，爱好者中有简称为FE55、55ZA。

## 概述
单反用标准镜头通常采用Planar结构作为基础，盖因改良后的普拉纳结构（Planar）在全对焦范围内有均一表现；标准镜头作为通常作为随机标配的镜头，需要一定的全能性，这样的设计通常符合定位。而随着数码摄影的崛起，以及传感器的不断更新升级，对曾经的标准镜头设计提出了新的要求。
2008年，适马推出了新设计的50mm F1.4 EX DG镜头，随后带动了一波针对135幅面50mm标准镜头的更新浪潮。同年下旬，尼康推出 AF-S NIKKOR 50mm F1.4 G ，并且在2013年推出AF-S NIKKOR 58mm f/1.4 G；2015年，适马推出了ART系列的50mm F1.4镜头，采用了类似蔡司公司之前一年推出的Otus 1.4/55上采用的反望远Distagon结构设计。这些新推出的镜头表现均令人惊艳，有一些甚至刷新了原系统上的分辨率记录。
2013年，随着以ILCE-7（俗称A7）为代表的全画幅E卡口机型发布，意味着全画幅数码无反的诞生。除了转接单反用的镜头，新系统亟需一款轻便适合携带，又有出色表现的标准镜头，在此背景下，FE55于2013年年底推出。

## 设计
FE55这枚镜头采用索纳结构，由5群7枚构成，可以实现开放F1.8光圈。单反系统上，Sonnar结构通常因为反光镜箱的存在而不适合设计中焦以下焦距，而无反系统突破了这一限制；相比前述较为复杂的如反望远设计而言，FE55结构较为简洁；镜头整体也非常紧凑，体积 φ64.4 x 70.5mm。
其他方面，该镜头具备防尘防滴溅设计；并没有防抖镜组。

## 评价与反响
SLR Gear网站给出了评测，全画面表现较为均一，变形控制得当，色散较小。